# Alfi Conteh-Lacalle
Alfi Conteh-Lacalle (Barcellona, 18 gennaio 1985) è un calciatore spagnolo naturalizzato sierraleonese, attaccante del Louisiana Krewe.

## Biografia
Nato a Barcellona da genitori provenienti dalla Sierra Leone, dal 2008 diventa a tutti gli effetti di nazionalità sierraleonese.

## Caratteristiche tecniche
Punta centrale, forte fisicamente dotato di una buona elevazione.

## Carriera

### Club
Conteh-Lacalle è un prodotto de la Masia, la cantera del Barcellona. Non ha mai giocato con la prima squadra blaugrana, ma si è limitato ad apparizioni con il Barcellona C e con il Barcellona B. Nello specifico, ha esordito per quest'ultima formazione in Segunda División B in data 7 settembre 2003, subentrando a Sergio García nella vittoria per 3-0 sul Figueres. È stata la sua unica rete nel biennio che ha passato nel Barcellona B.
Nel 2005, Conteh-Lacalle è passato al Gavà, in Tercera División chiudendo la stagione con 17 presenze e 3 gol. Dopo essere sparito dai radar del mondo del calcio, senza mai chiarire del tutto la questione, a gennaio 2009, dopo due anni e mezzo di inattività il giocatore si è trasferito in Grecia per militare nel Kavala, compagine di Beta Ethniki (secondo livello del campionato locale). Ha esordito con questa maglia il 22 febbraio, subentrando a Georgios Vourexakis nel pareggio per 2-2 maturato sul campo del Kastoria: nel corso della stessa partita, ha trovato la sua unica rete in squadra. Ha contribuito, con 2 presenze e un gol, alla promozione del Kavala.
Terminata questa esperienza, si è trasferito in Ungheria, al Lombard Pápa. Non giocando alcuna partita in squadra, perché un mese dopo è girato in prestito al Nyíregyháza. Il 20 marzo 2010 ha così debuttato nella Nemzeti Bajnokság I, sostituendo Péter Andorka nella vittoria per 2-1 sul Kaposvár.
Nell'estate 2010 è passato all'Honvéd a titolo definitivo. Il 24 luglio ha giocato la prima gara con questa casacca, subentrando a Roland Vólent nella sconfitta per 1-2 contro lo Szolnoki MÁV, in una sfida valida per la Magyar labdarúgó-ligakupa. Nella sua breve esperienza con il club di Kispest segna il suo unico gol il 22 settembre nella sfida esterna vinta anche grazie ad un suo gol contro il Budaörs, facendo passare il turno alla sua squadra. È poi tornato in Spagna, dove ha giocato nel Terrassa dal 2011 al 2012, sempre in Tercera División.
Terminata questa esperienza, è passato al Kallon, in Sierra Leone. A gennaio 2015 è stato ingaggiato dal Lusitans, ad Andorra. Ha contribuito alla qualificazione della squadra all'Europa League 2015-2016, manifestazione in cui ha debuttato in data 2 luglio, subentrando a José Aguilar nella sconfitta per 3-0 contro il West Ham, nel primo turno preliminare della competizione. A gennaio 2016 è passato al Sant Julià, sempre in Andorra.
Il 17 agosto 2016, i norvegesi dell'Eiger – militanti in 3. divisjon, quarto livello del campionato locale – hanno reso noto che il giocatore avrebbe giocato per loro fino al termine della stagione in corso. Conteh-Lacalle aveva infatti trovato un lavoro all'Egersund Seafood e contemporaneamente avrebbe giocato a calcio in una squadra locale come l'Eiger. Il 20 agosto ha così disputato la prima partita con questa maglia, nella sconfitta interna per 2-4 contro l'Express. Il 18 settembre ha segnato le prime reti, con una tripletta ai danni del Notodden 2. Ha lasciato la squadra al termine della stagione.
Libero da vincoli contrattuali, si è trasferito in Islanda per giocare nel Selfoss, compagine militante in 1. deild karla. Ha successivamente vestito la casacca del Proodeutikī.
Il 20 febbraio 2018, il Dénia ha reso noto l'ingaggio di Conteh-Lacalle. Il 9 settembre 2019 è stato tesserato dal Cartagena FC. Il 23 febbraio 2020 è passato agli statunitensi del Louisiana Krewe. A settembre dello stesso anno torna in Spagna accordandosi con il Horta club della Tercera División chiusa la stagione con 11 presenze ed un gol, passa all'Ordino nella massima serie dell'Andorra. A gennaio fa ritorno al Louisiana Krewe.

### Nazionale
Conteh-Lacalle ha rappresentato la Spagna Under-19. A livello di Nazionale maggiore ha però rappresentato la Sierra Leone, per cui ha esordito il 7 giugno 2008 quando ha sostituito Kei Kamara nella sconfitta interna per 0-1 contro la Nigeria, in una sfida valida per le qualificazioni al mondiale 2010. Torna nel giro della nazionale nel corso del 2012, venendo convocato in varie occasioni, senza scendere però in campo.

## Statistiche

### Presenze e reti nei club
Statistiche aggiornate al 2 ottobre 2020.
| Stagione            | Club                | Campionato          | Campionato | Campionato | Coppe nazionali | Coppe nazionali | Coppe nazionali | Coppe continentali | Coppe continentali | Coppe continentali | Supercoppe | Supercoppe | Supercoppe | Totale | Totale |
| Stagione            | Club                | Comp                | Pres       | Reti       | Comp            | Pres            | Reti            | Comp               | Pres               | Reti               | Comp       | Pres       | Reti       | Pres   | Reti   |
| ------------------- | ------------------- | ------------------- | ---------- | ---------- | --------------- | --------------- | --------------- | ------------------ | ------------------ | ------------------ | ---------- | ---------- | ---------- | ------ | ------ |
| 2002-2003           | Barcellona C        | TD                  | ?          | ?          | -               | -               | -               | -                  | -                  | -                  | -          | -          | -          | ?      | ?      |
| 2003-2004           | Barcellona B        | SDB                 | 9          | 1          | -               | -               | -               | -                  | -                  | -                  | -          | -          | -          | 9      | 1      |
| 2004-2005           | Barcellona B        | SDB                 | 0          | 0          | -               | -               | -               | -                  | -                  | -                  | -          | -          | -          | 0      | 0      |
| Totale Barcellona B | Totale Barcellona B | Totale Barcellona B | 9          | 1          |                 | -               | -               |                    | -                  | -                  |            | -          | -          | 9      | 1      |
| 2005-2006           | Gavà                | TD                  | 17         | 3          | -               | -               | -               | -                  | -                  | -                  | -          | -          | -          | 17     | 3      |
| gen.-giu. 2009      | Kavala              | BE                  | 2          | 1          | CG              | -               | -               | -                  | -                  | -                  | -          | -          | -          | 2      | 1      |
| gen.-giu. 2010      | Nyíregyháza         | NB1                 | 3          | 0          | CU+CdL          | 0+3             | 0               | -                  | -                  | -                  | -          | -          | -          | 6      | 0      |
| giu.-dic. 2010      | Honvéd              | NB1                 | 7          | 0          | CU+CdL          | 2+1             | 1+0             | -                  | -                  | -                  | -          | -          | -          | 10     | 1      |
| 2011-2012           | Terrassa            | TD                  | -          | -          | -               | -               | -               | -                  | -                  | -                  | -          | -          | -          | ?      | ?      |
| lug.-dic. 2013      | Kallon              | PL                  | ?          | ?          | -               | -               | -               | -                  | -                  | -                  | -          | -          | -          | ?      | ?      |
| gen.-giu. 2015      | Lusitans            | PD                  | 8          | 5          | CA              | 2               | 4               | -                  | -                  | -                  | -          | -          | -          | 10     | 9      |
| 2015-gen. 2016      | Lusitans            | PD                  | 0          | 0          | CA              | 0               | 0               | UEL                | 2                  | 0                  | -          | -          | -          | 2      | 0      |
| Totale Lusitans     | Totale Lusitans     | Totale Lusitans     | 8          | 5          |                 | 2               | 4               |                    | 2                  | 0                  |            | -          | -          | 12     | 9      |
| gen.-giu. 2016      | Sant Julià          | PD                  | 15         | 7          | CA              | 2               | 0               | -                  | -                  | -                  | SA         | -          | -          | 19     | 7      |
| ago.-dic. 2016      | Eiger               | 3D                  | 9          | 8          | CN              | -               | -               | -                  | -                  | -                  | -          | -          | -          | 9      | 8      |
| feb.-lug. 2017      | Selfoss             | 1D                  | 9          | 2          | CI+CdL          | 3+6             | 6+2             | -                  | -                  | -                  | -          | -          | -          | 18     | 10     |
| ago.-dic. 2017      | Proodeutikī         | FL2                 | 2          | 0          | CG              | 0               | 0               | -                  | -                  | -                  | -          | -          | -          | 2      | 0      |
| feb.-giu. 2018      | Dénia               | DRF                 | 7          | 0          | -               | -               | -               | -                  | -                  | -                  | -          | -          | -          | 7      | 0      |
| set. 2019-gen. 2020 | Cartagena FC        | TD                  | 7          | 0          | CR              | 0               | 0               | -                  | -                  | -                  | -          | -          | -          | 7      | 0      |
| Totale              | Totale              | Totale              | 98+        | 27+        |                 | 17+             | 13+             |                    | 2                  | 0                  |            | -          | -          | 117+   | 40+    |

### Cronologia presenze e reti in Nazionale
| Cronologia completa delle presenze e delle reti in nazionale ― Sierra Leone | Cronologia completa delle presenze e delle reti in nazionale ― Sierra Leone | Cronologia completa delle presenze e delle reti in nazionale ― Sierra Leone | Cronologia completa delle presenze e delle reti in nazionale ― Sierra Leone | Cronologia completa delle presenze e delle reti in nazionale ― Sierra Leone | Cronologia completa delle presenze e delle reti in nazionale ― Sierra Leone | Cronologia completa delle presenze e delle reti in nazionale ― Sierra Leone | Cronologia completa delle presenze e delle reti in nazionale ― Sierra Leone |
| Data                                                                        | Città                                                                       | In casa                                                                     | Risultato                                                                   | Ospiti                                                                      | Competizione                                                                | Reti                                                                        | Note                                                                        |
| --------------------------------------------------------------------------- | --------------------------------------------------------------------------- | --------------------------------------------------------------------------- | --------------------------------------------------------------------------- | --------------------------------------------------------------------------- | --------------------------------------------------------------------------- | --------------------------------------------------------------------------- | --------------------------------------------------------------------------- |
| 7-6-2008                                                                    | Freetown                                                                    | Sierra Leone                                                                | 0 – 1                                                                       | Nigeria                                                                     | Qual. Mondiali 2010                                                         | -                                                                           |                                                                             |
| Totale                                                                      |                                                                             | Presenze                                                                    | 1                                                                           |                                                                             | Reti                                                                        | 0                                                                           |                                                                             |

### Individuale
- Capocannoniere della Coppa d'Islanda: 1

2017 (6 gol, a pari merito con Karel Sigurðsson)